# Синдика
Синдська держава, Синдика — держава синдів, (меотів), що існувала з кінця VI століття до н. е. по IV століття до н. е. на Таманському узбережжі.

## Географічне положення
Синдська держава виникла на території, яку античні історики іменували «синдика», а саме в південній частині сучасного Таманського півострова, а також на прилеглому до нього узбережжі Чорного моря, аж до Новоросійська; північною межею була річка Кубань. Вперше мову про Синдику веде античний поет 6 століття до н. е. Гіппонакт з Ефеса. Надалі про неї повідомляє цілий ряд античних авторів. Наприклад, грецький історик Гелланік Мітеленський (5 століття до н. е.) пише:
|  | «Коли пропливаєш Боспор, будуть синди, вище їх - меоти, скіфи» |

.
Синди жили в низов'ях Кубані, на Таманському півострові і Чорноморському узбережжі до Анапи, де була Синдська гавань, до станиці Раєвська-Натухаевська, на сході її межа доходила до хутора Червоно-Батарейне, де розташовані залишки стародавнього міста зі складною системою укріплень. Столицею держави Синдів було нинішнє Семибратнє городище, де в 5-4 століттях до н. е. були поховані її цар і знать.
Грецький історик V століття до н. е. Геродот згадує місто Синд, що знаходився на березі моря. А кілька століть потому грецький письменник Арріан повідомляє: відстань між Синдикою і столицею Боспорського царства Пантікапеєм, який існував на місці нинішньої Керчі, дорівнює 540 стадіям. У перекладі на сучасні міри довжини це 96 км, що відповідає довжині морського шляху від Керчі до Апапи. Синди фігурують і в написах на плитах серед підвладних боспорським правителям племен.

## Народність
Синдів більшість вчених-кавказознавців відносять до кавказької мовної групи й зараховуючи їх до меотів, що населяли в давнину басейн річки Кубані. Академік І. А. Джавахішвілі вважав, що «синди» повинні представляти собою тубільну назву і є відлунням місцевого етнічного імені «шінджішве», яким убихи іменували своїх найближчих сусідів — абадзехів (одне з адигейських племен).
У 19 столітті німецький географ Карл Рітер навпаки встановив зв'язок між індійцями і синдами (індами). Він вважав, що це залишки одного з п'яти арійських народів, що пішли в Індію. Інд, що дав назву країні, означає по-арійськи «ріка», а синди (інди) — «прирічні». Через сторіччя в Англії було опубліковано дослідження австрійського вченого П. Кречмера під назвою «Індійці на Кубані». Не знаючи про роботу попередника, але ґрунтуючись на тих же джерелах він прийшов до подібних висновків і встановив, що арії (арріхі, «гірські арії») ще довго жили в Криму (Керчі).
У середині 70-х років 20 століття виходять праці академіка Трубачова, в яких він проаналізував всі збережені писемні джерела і встановив, що синди прийшли з нижнього Подніпров'я, де греки застали ще Данд-аріїв («Очеретяних аріїв»), а скіфська назва Дніпро («ріка») — буквальний переклад Інду або Сінда.
Цієї думки дотримуються й інші сучасні дослідники, зокрема, Грантовський, Єлизаренкова, Шилов, вважаючи, що синди є залишками індоарійців, основна маса яких у 2 тис. до н. е. мігрувала з Північного Причорномор'я на південний схід і мова синдо-меотів відноситься до індоарійської гілки з ознаками самостійних діалектів.

## Історія держави

### Міста

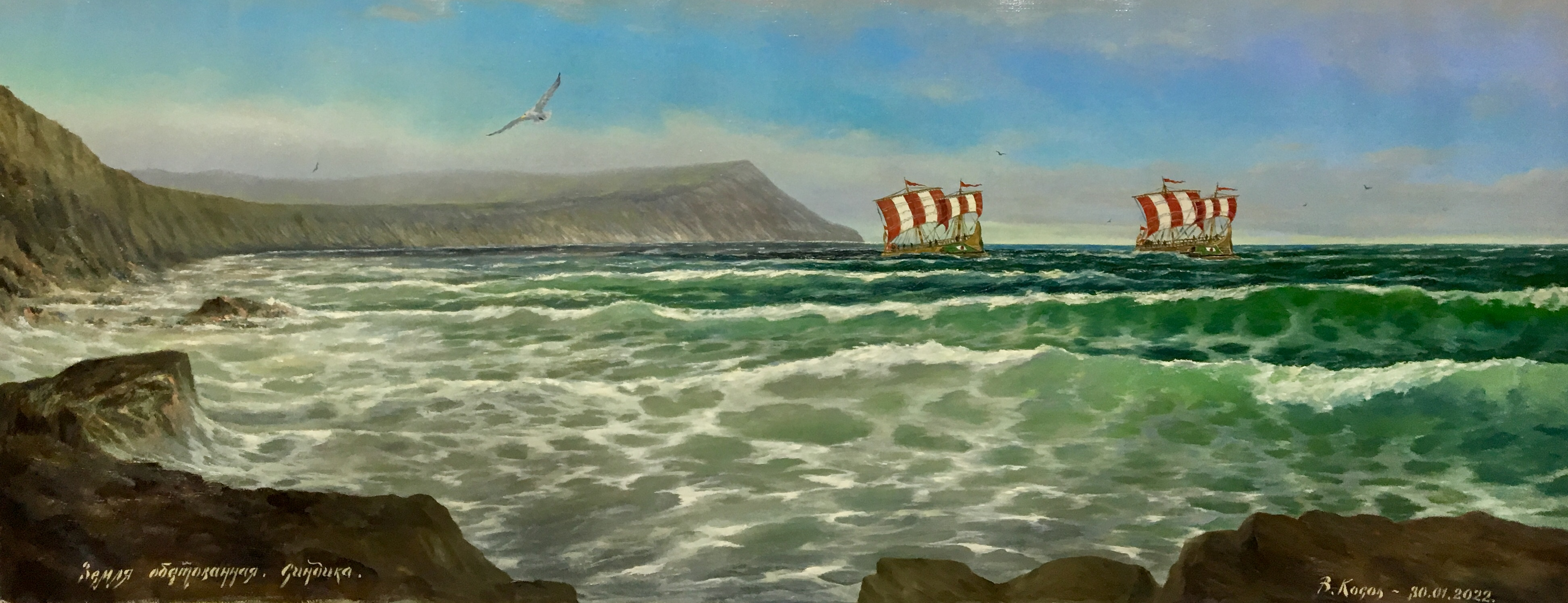
Синдіка. Картинна галерея Анапи

У західній частині Синдики, на Таманському півострові, в VI ст. до н. е. були засновані давньогрецькі міста-колонії. Найбільшим з них — місто Фанагорія (поблизу сучасного селища Сінного), засноване переселенцями з міста Теоса. На місці сучасної Тамані — місто Гермонаса засноване вихідцями з острова Лесбос (Егейське море). У північній частині Таманського півострова були розташовані такі міста й поселення, як Ахілл, Кімерик, Патрах, Тірамба та ін, а на східному узбережжі Таманської затоки — мілетська колонія Кепи. Греки-переселенці вступали в тісні взаємини з місцевими племенами синдів, що сприяло швидшому їх соціально-економічному розвитку, порівняно з іншими меотськими племенами.

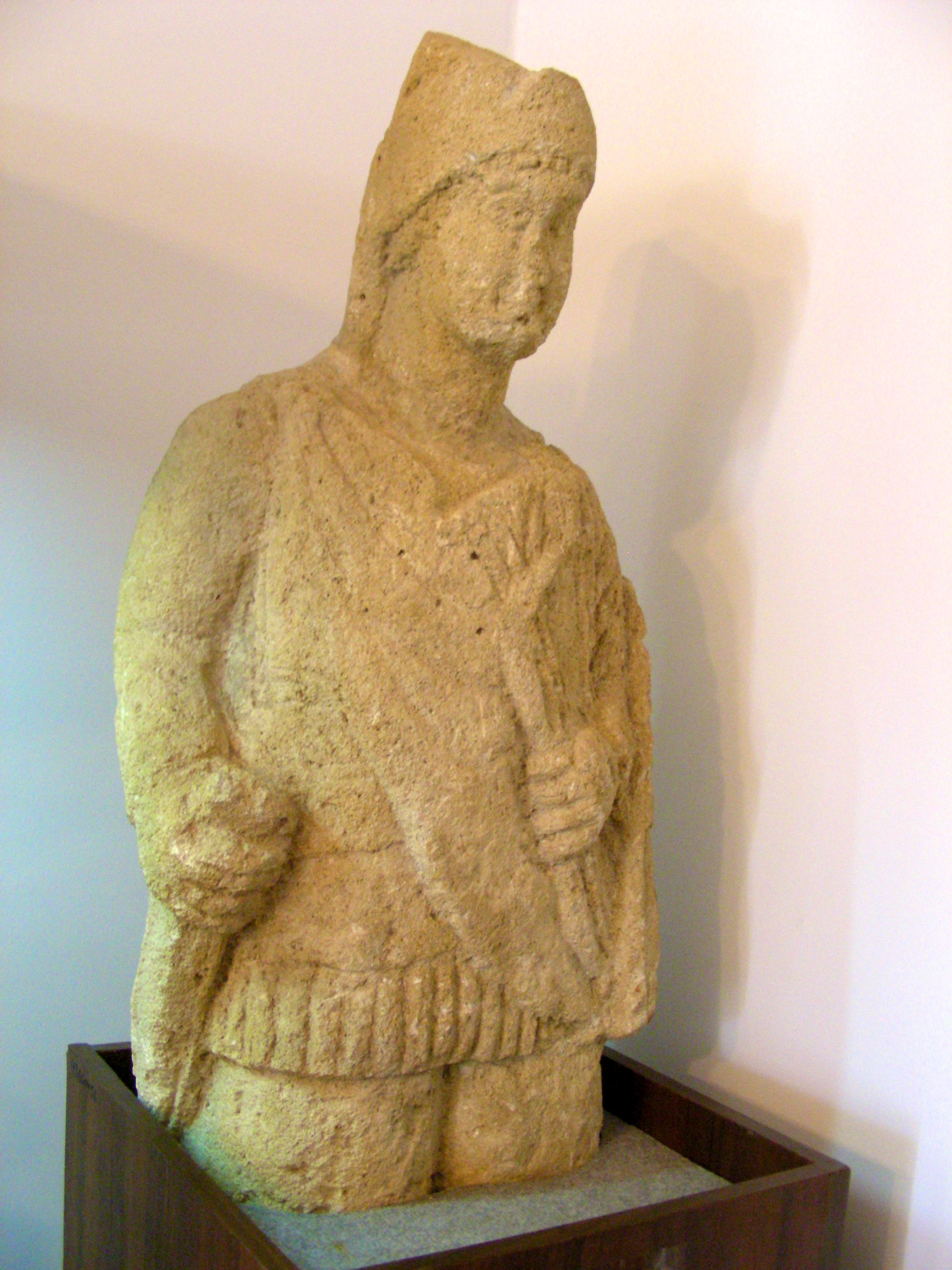
Синдський воїн. Вапнякова скульптура, I століття н. е., Керченський історико-археологічний музей

Спочатку утворені колонії являли собою міста-держави (поліси) за грецьким зразком. У першій чверті V ст. до н. е., близько 480 р. до н. е., вони об'єдналися під верховенством міста Пантікапея (нинішня Керч) в одну державу — Боспорське царство, що займало територію по обидві сторони Керченської протоки — Боспору Кімерійського. Таким чином, синди, що жили на території Таманського півострова, увійшли до складу рабовласницької Боспорської держави. Східна Синдика залишалася ще самостійною. На межі VI і V ст. до н. е. тут виникають міські центри та сільські поселення. Одним з найбільших населених пунктів була Синдська гавань, яку неодноразово згадують античні автори. Більшість дослідників Синдську гавань ототожнюють з пізнішою Горгіппією, яка виникла на місці сучасної Анапи в IV ст. до н. е.

### Соціально-економічний розвиток
Синди мали досить високий рівень соціально-економічного розвитку. Основою господарства було орне землеробство й скотарство, в містах розвивалось ремесло, велику питому вагу в економіці мала торгівля. Основними землеробськими культурами стали пшениця, ячмінь і просо, обвуглені зерна яких виявлено при розкопках синдських поселень. Кліматичні умови й сусідство античних колоній сприяли поширенню виноградарства й виноробства (знахідки виноробства в Горгіппії). Про розвиток сільського господарства свідчить вирощування дрібної і великої рогатої худоби, свиней та коней. Відомим було й птахівництво. Істотне місце в господарському житті синдів займало рибальство, що мало значення регулярного промислу. Знаряддями лову були сіті й гаки. Міста стали центрами ремесла й торгівлі. Найбільшим з міст була Горгіппія, яка розташовувалась на березі сучасної Анапської бухти. Вже в першій половині V ст. до н. е. це був змішане греко-синдське селище. Вигідне географічне положення на березі зручної бухти сприяло швидкому зростанню міста й напливу греків. Іншими містами на території історичної Синдики були Фанагорія, Гермоннаса, Патрах, Тірамба, Корокондама.
Через Синдську гавань і міста Боспорської держави надходили товари з материкової Греції, з островів Егейського моря, з малоазійських центрів та інших місць. Частина товарів збувалась серед меотських племен. Панівні прошарки синдів залучались боспорськими рабовласниками до своїх торговельних справ і це поступово привело до зміни соціальної структури синдського суспільства. Багато дослідників вважають, що в Східній Синдиці в останній чверті V ст. до н. е. склалася держава. Про це свідчать і знайдені монети з написом «синдон», які датуються IV століттям до н. е.. В результаті Синдика стала першою на Північному Кавказі державою, яка самостійно випускала гроші в обіг, випустивши три серій срібних монет.

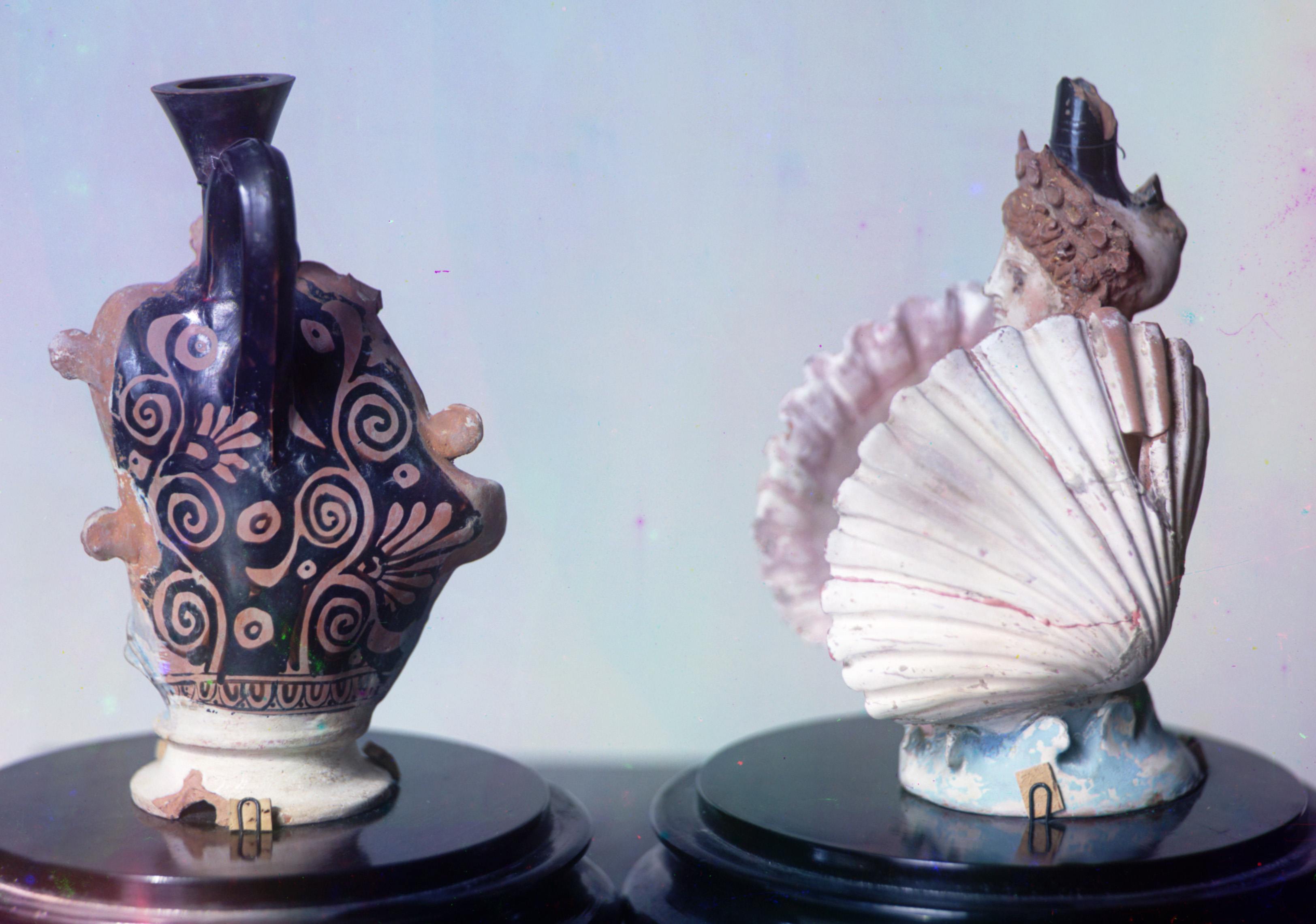
Етруський теракотовий посуд, знайдений в синдському некрополі поблизу Фанагорії.

Про соціальне розшаруванні синдського суспільства й виділення панівної верхівки говорять знамениті Семибратні кургани, названі так місцевим населенням. Під такою назвою вони й увійшли до світової археологічної літератури. В курганах поховані представники аристократії, можливо, члени династії місцевих царьків періоду політичної самостійності Східної Синдики. Обряд поховання в Семибратніх курганах місцевий, обов'язковими є поховання коней — верхових і запряжних. Але в поховальному інвентарі позначається і значний вплив античної культури. Поряд з місцевими речами багато привізних, давньогрецьких: срібні киліки аттичного виробництва, ритони, чорнолаковий розписний посуд, прості гостродонні амфори для вина, золоті ювелірні вироби та ін.. Як показали розкопки, кургани насипано не одночасно, а вони споруджувались принаймні протягом цілого сторіччя. Мистецтво Стародавньої Синдики являє собою найвищий рівень синтезу скіфського звіриного стилю і античного витонченості.

### Війни зі скіфами
У Геродота є свідчення про зимові походи північнопричорноморських скіфів у V ст. до н. е. в землі синдів. Це підтверджується археологічними знахідками на території Синдики, які вказують на те, що саме скіфи дніпровського лісостепу здійснювали в першій половині V ст. до н. е. зимові саме сюди. Характер знахідок, а це в більшості випадків предмети кінського спорядження, цілком відповідає характеру згадуваних Геродотом походів, у яких брали участь кінні воїни. Поява в гробницях дзеркал «ольвійського типу», на думку Т. М. Кузнєцової (1991), також може бути викликаною не тільки торговими зв'язками, але і «військовими діями». Дзеркала в скіфській культурі, як відомо, були не тільки жіночим, але і чоловічим атрибутом. Порівняно невелика кількість знахідок свідчить про короткочасне перебування скіфів у Синдиці, тобто, походи здійснювалися спорадично.
У матеріальну культуру синдів предмети скіфського походження могли бути включені як трофеї. Те, що взаємини скіфів і синдів були далеко не мирними, підтверджується тим, що саме в період скіфських походів зростає кількість поховань із зброєю на некрополях Синдики.

### Занепад держави
Активна загарбницька східна політика Боспорської держави призвела до приєднання Синдики в середині IV ст. до н. е., за часів правління Екатая до Боспору. З цього часу Синдика втратила свою незалежність і стала складовою частиною Боспорського держави, керованою спеціальними намісниками. Одна з останніх згадок про синдів відноситься до IV ст. до н. е. і належить Руфу Фесту Авіену. У своєму творі «Опис земного кола» він писав:
|  | Дізнайся, нарешті, які народи оточують Тавр. Меоти перші оточили солоне болото. Зустрічається також лютий сармат ... Найближчу місцевість населяють кімерійці і синди. Поблизу живе плем'я керкетське і рід торетів. |